# Зуєві Ключі
Зує́ви Ключі́ (рос. Зуевы Ключи, удм. Зуевы Ключи) — присілок у складі Каракулинського району Удмуртії, Росія.
Населення — 44 особи (2010; 32 у 2002).
Національний склад:
- росіяни — 87 %